# David Prinosil
David Prinosil (Olomouc, 9 de Março de 1973) é um ex-tenista profissional alemão